# Vilo Acuña repülőtér
A Vilo Acuña repülőtér (spanyol nyelven: Aeropuerto Internacional Vilo Acuña) (IATA: CYO, ICAO: MUCL) egy nemzetközi repülőtér Kubában Municipio Especial Isla de la Juventud közelében.  Üzemeltetője az Empresa Cubana de Aeropuertos y Servicios Aeroportuarios.

## Futópályák
A repülőtér futópályái:
- 12/30 (3000 m, aszfalt)

## Forgalom
Az utasforgalom az elmúlt években az alábbi módon változott:

## Légitársaságok és úticélok
2023-ban a Vilo Acuña repülőtérről az alábbi járatok indulnak:
| Légitársaság        | Célállomások                                                                             |
| ------------------- | ---------------------------------------------------------------------------------------- |
| Andes Líneas Aéreas | Charter: Buenos Aires–Ezeiza, Córdoba (AR), San Miguel de Tucumán, San Salvador de Jujuy |
| Neos                | Szezonális: Milan–Malpensa                                                               |
| Sunwing Airlines    | Montréal–Trudeau, Toronto–Pearson Szezonális: Halifax, Ottawa, Québec City               |